# Basic Needs
Basic Needs è un singolo del cantante statunitense Jonathan Davis, pubblicato il 17 agosto 2018 come secondo estratto dal primo album in studio Black Labyrinth.

## Descrizione
Ottava traccia dell'album, Basic Needs si differenzia dai restanti brani dell'album per la maggior presenza dei sintetizzatori, oltre a una sezione centrale caratterizzata da melodie ispirate dalla musica mediorientale. Il testo, come spiegato dal cantante, riguarda la consapevolezza di poter andare avanti nella propria vita grazie ai propri bisogni primari, come la famiglia e gli amici più stretti.

## Video musicale
Il videoclip è stato reso disponibile il 31 ottobre 2018 attraverso il canale YouTube della Sumerian Records.

## Tracce
Testi e musiche di Jonathan Davis, Lauren Christy e Gary Clark.
CD promozionale (Stati Uniti)
1. Basic Needs (Rock Cut) – 3:42

Download digitale
1. Basic Needs (Rock Cut) – 3:42
2. Basic Needs – 6:14

## Formazione
Musicisti
- Jonathan Davis – voce, chitarra, tastiera
- Wes Borland – chitarra aggiuntiva
- Zac Baird – tastiera aggiuntiva
- Miles Mosley – basso
- Mike Dillon – tabla
- Ray Luzier – batteria
- Shenkar – violino, voce aggiuntiva

Produzione
- Jonathan Davis – produzione
- Jim "Bud" Monti – registrazione
- Tiago Nunez – produzione aggiuntiva
- Josh Wilbur – missaggio
- Kyle McAulay – assistenza al missaggio
- Vlado Meller – mastering

## Date di pubblicazione
| Paese       | Data di pubblicazione | Formato           |
| ----------- | --------------------- | ----------------- |
| Mondo       | 17 agosto 2018        | Download digitale |
| Stati Uniti | 21 agosto 2018        | Airplay           |